# 塔伊爾汗
塔伊爾汗（Тайыр хан, Тахир хан ？—1533年），又译作塔赫爾汗，哈薩克汗國第六代可汗，由1522年統治至1533年，他統治時期由於內外政策導致汗國接近瓦解。

## 生平

### 早年
塔伊爾汗是哈薩克汗國奠基人賈尼別克孫兒阿迪克速檀的長子，在馬馬什汗逝世後即位。
汗國的大多數年輕速檀一樣，他很可能在塔什干生活和讀書一段時期。

### 執政
隨著1523年馬馬什汗的去世，汗國鞏固時代結束了，汗國的速檀各自為政，塔伊爾在與家庭的其他蘇丹競爭中，他佔了上風，成為了可汗。但他既沒有外交手腕，也沒有軍事技能，這是他一再遭受的軍事失敗和外交挫折的原因。1524年，他和叶尔羌汗国的赛德汗会盟结亲。后来被迫从克普恰克草原南迁，联合乞儿吉思统治者马黑麻进攻塔什干，战败，失去了锡尔河的部分领地。他在國內施政也殘酷和猜疑，導致大批牧民開始違抗他，到1526年中，一些開明的速檀也疏遠他。
汗国衰落，人口由一百万降到四十万，最後他與兒子流亡到汗國南方的吉爾吉斯人中並死去。其弟不答什即位，哈萨克汗国开始四分五裂。